# 柳原 (静岡市)
柳原（やなぎはら）は静岡県静岡市葵区にある町名。丁目を持たない単独町名である。住居表示未実施。

## 地理
葵区の東側の一部に位置し、北に北、北から東に東、南に赤松、西に有永町と隣接している。ほとんどが畑である。

## 歴史
- 1974年（昭和49年）2月9日 - 北、東、有永、浅畑新田の各一部を分離し新設。
- 2005年（平成17年）4月1日 - 政令指定都市化により、行政区が葵区となる。
- 2013年（平成25年）11月2日 - 柳原の一部を分離し、新設された北一丁目、東一丁目に編入。

## 世帯数と人口
現在住宅が1軒ある。
| 町丁 | 世帯数 | 人口 |
| ---- | ------ | ---- |
| 柳原 | 1世帯  | 4人  |

## その他

### 日本郵便
- 郵便番号 : 420-0964[2]（集配局：静岡中央郵便局[5]）。